# Brungumpad siska
Brungumpad siska (Crithagra tristriata) är en afrikansk fågel i familjen finkar inom ordningen tättingar.

## Utseende och läte
Brungumpad siska är en färglöst enfärgat gråbrun finkfågel med ett litet vitt ögonbrynsstreck. Bröstet är ofläckat och vitt syns under hakan. Den enkla sången består av upprepade gnissliga visslingar.

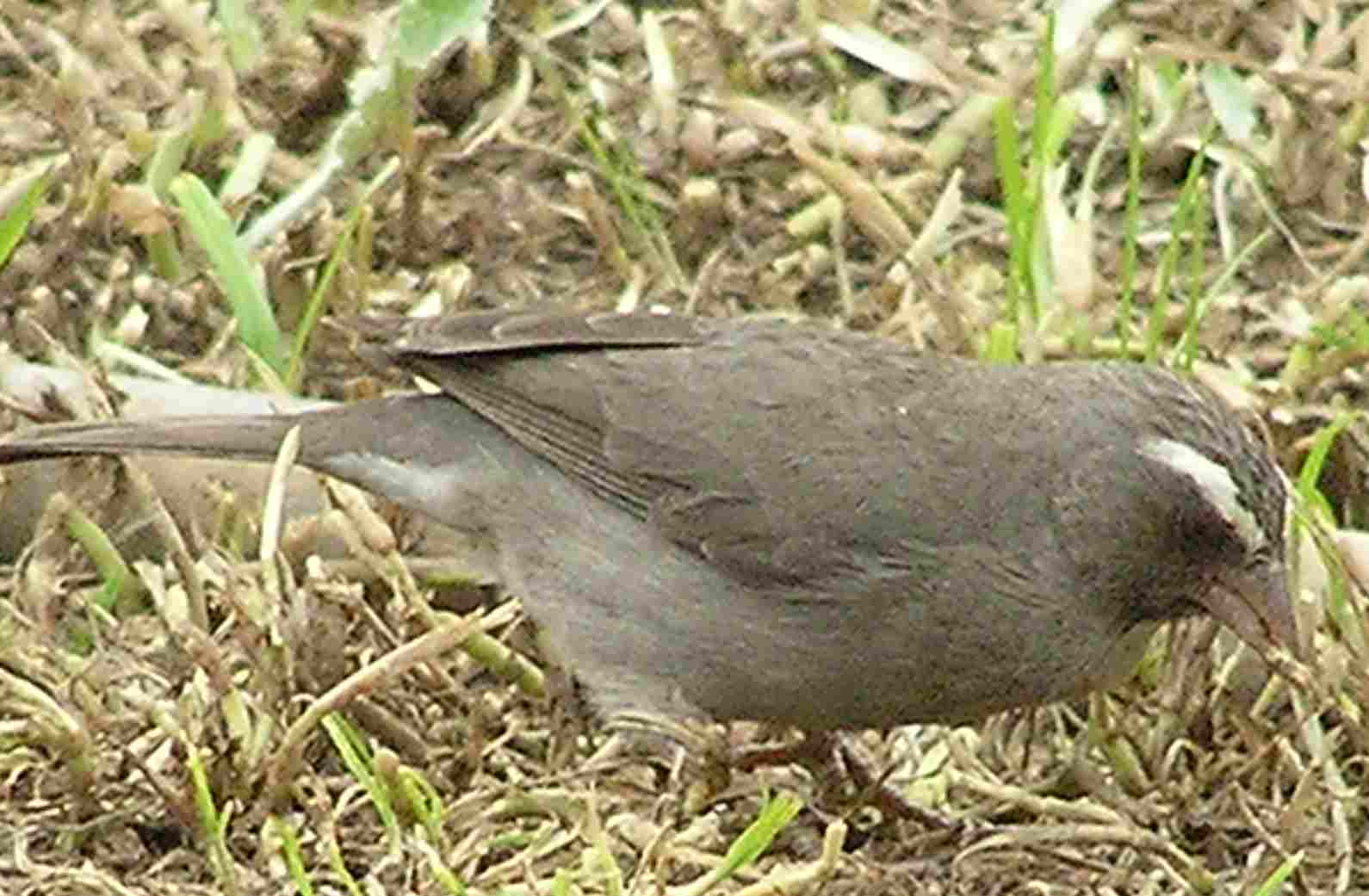

## Utbredning och systematik
Fågeln förekommer i enskogar i norra Etiopien, Eritrea och nordvästra Somalia. Den behandlas som monotypisk, det vill säga att den inte delas in i några underarter.

### Släktestillhörighet
Tidigare placerades den i släktet Serinus, men DNA-studier visar att den liksom ett stort antal afrikanska arter endast är avlägset släkt med t.ex. gulhämpling (S. serinus).

## Levnadssätt
Fågeln är vida spridd i höglänta områden, i byar, trädgårdar, plantage och hedmark.

## Status och hot
Arten har ett stort utbredningsområde och det finns inga tecken på vare sig några substantiella hot eller att populationen minskar. Utifrån dessa kriterier kategoriserar IUCN arten som livskraftig (LC).